# Gelberde
Gelberde (griechisch μήλινος melinos für (apfel)-gelbgrün), auch unter dem Synonym Melinit bekannt, ist die Bezeichnung für ein Stoffgemisch, genauer durch Eisenoxidverbindungen infolge Humusarmut gelb gefärbte Böden unterschiedlicher Herkunft.

## Vorkommen und Verwendung
Gelberde findet sich meist in Form derber, dickschiefriger Massen mit erdigem Bruch und ockergelber Farbe. Weitere chemische Bestandteile sind neben Eisenoxiden und Tonerde noch Kieselsäure, Magnesia und Wasser. Je nach Quelle wird Gelberde auch als Gemenge aus dem Brauneisenerz Limonit und Ton angesehen.
Gelberde fand sich unter anderem bei Wehrau in der preußischen Lausitz (heute Osiecznica in Polen), bei Amberg in Bayern und bei Schoningen am Solling in Niedersachsen. Sie diente hauptsächlich als gelbe Anstrichfarbe.

## Eigenschaften
Gelberde fühlt sich fettig an und zerfällt im Wasser zu Pulver. Sie färbt ab, das heißt man kann mit ihr auch schreiben. Die Mohshärte beträgt etwa 1 bis 2 und die Dichte etwa 2,24 g/cm³.
Vor dem Lötrohr ist Gelberde unschmelzbar, allerdings verändert sich die Farbe beim Erhitzen ins Rötliche. In Salzsäure ist sie teilweise löslich.
Gelberde als mineralisches Stoffgemisch aus deutschen Fundstellen wurde in den 1860er Jahren untersucht. Verschiedene Färbungen von gelb, braun oder grau wurden bekannt.